# Sceloporus edbelli
Sceloporus edbelli (колюча ігуана Белла) — вид ігуаноподібних ящірок родини фриносомових (Phrynosomatidae). Ендемік Мексиці.

## Поширення і екологія
Колючі ігуани Белла поширені на півночі Мексики, в штатах Дуранго, Коауїла і Чіуауа. Вони живуть в кам'янистих напівпустелях та на сухих луках, порослих ксерофітними чагарниками, трапляються серед скель.